# Halenia brevicornis
Halenia brevicornis là một loài thực vật có hoa trong họ Long đởm. Loài này được (Kunth) G.Don mô tả khoa học đầu tiên năm 1837.